# Glyceria maxima
Glyceria maxima là một loài thực vật có hoa trong họ Hòa thảo. Loài này được (Hartm.) Holmb. mô tả khoa học đầu tiên năm 1919.

## Hình ảnh

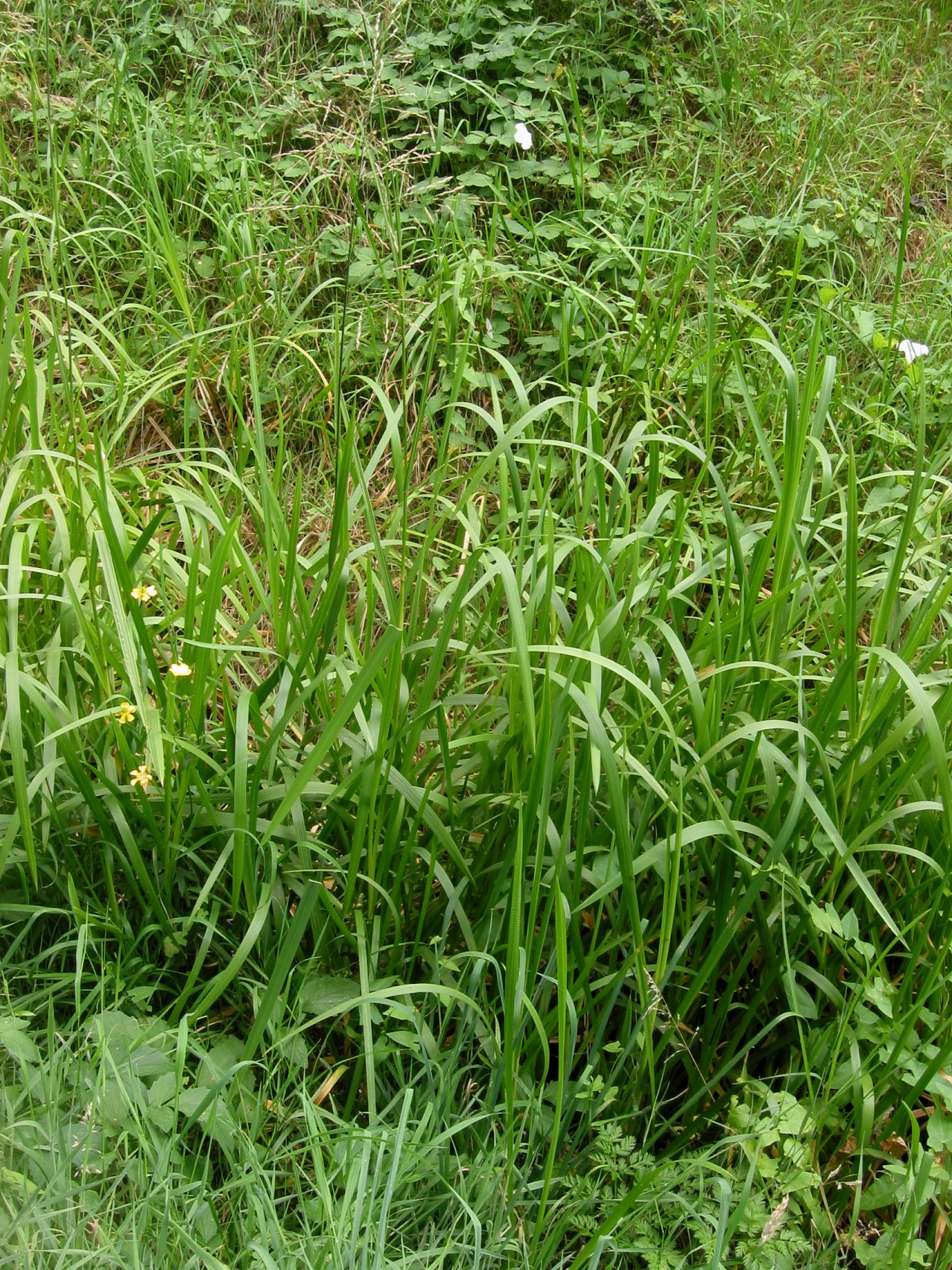
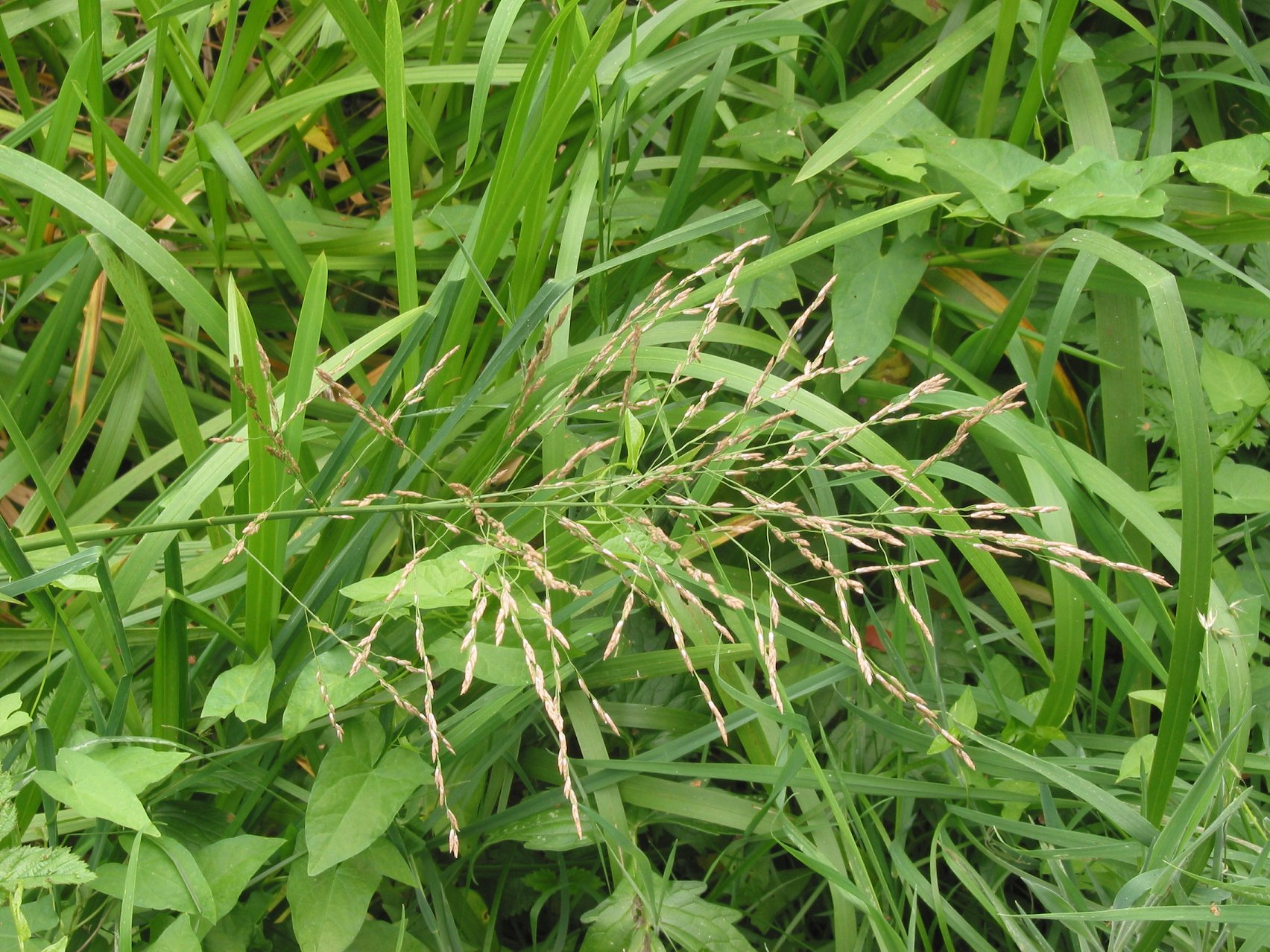
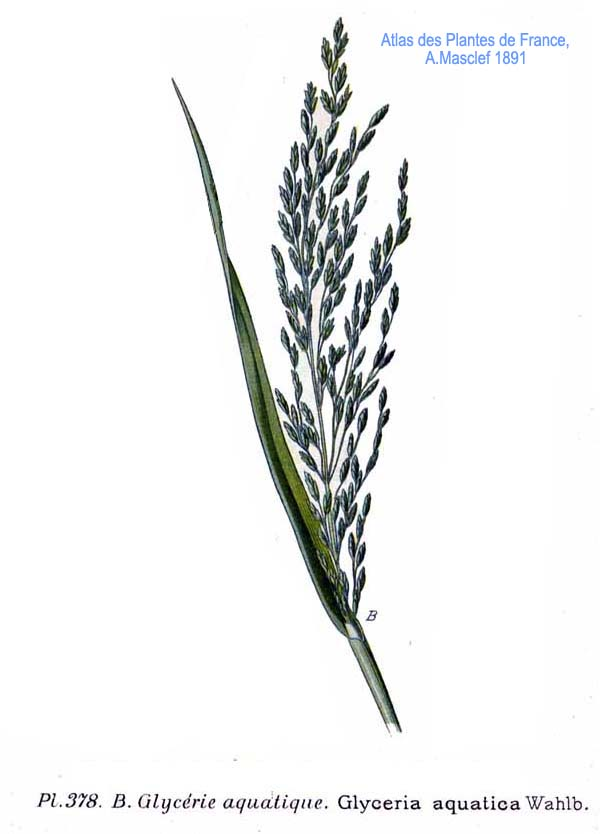
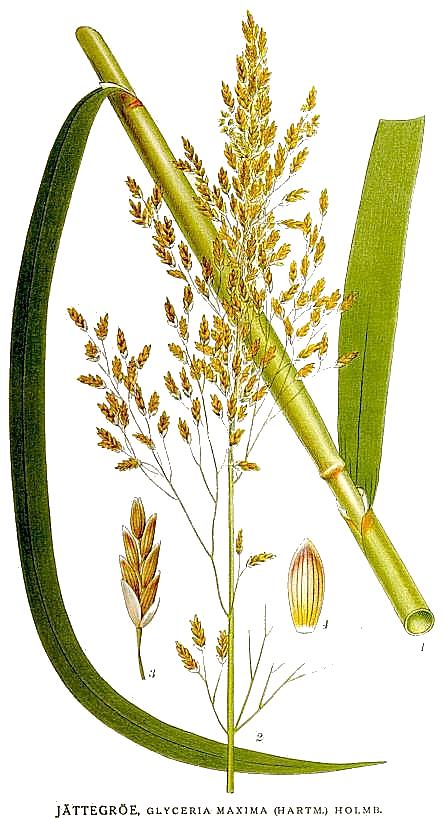